# 단계초등학교 (강원)
단계초등학교는 대한민국 강원특별자치도 원주시에 있는 공립 초등학교이다.

## 학교 연혁
- 1963.12.12 단계국민학교 개교
- 1996.03.01 단계초등학교로 개칭
- 2009.03.01 제18대 이언영 교장 부임
- 2009.07.01 '사교육 없는 학교' 운영
- 2009.12.31 교육활동 유공학교 (강원도 교육청 지정)
- 2009.12.31 학교교육과정 자율화 우수학교 수상(교육기술부 장관)
- 2011.02.11 제46회 졸업식 거행(졸업생 누계 10,728명)
- 2011.03.01 초등 23(1), 유치원 2학급 편성
- 2011.03.01 '사교육 절감형 창의경영학교' 운영
- 2014.03.01 제19대 김진구 교장 부임
- 2014.03.01 창의경영 연구학교 (강원도 교육청 지정)
- 2015.03.01 초등 26(1), 유치원
- 2019.03.01 제20대 이선아 교장 부임
- 2022.03.23 친환경 학교숲 조성

## 참고 자료
- 단계초등학교 - 한국교육학술정보원 학교알리미